# Conservatoire international de musique de Paris
 (mai 2024).
Si vous disposez d'ouvrages ou d'articles de référence ou si vous connaissez des sites web de qualité traitant du thème abordé ici, merci de compléter l'article en donnant les références utiles à sa vérifiabilité et en les liant à la section « Notes et références ».
Le Conservatoire international de musique de Paris, ou CIMP, est un conservatoire de musique privé fondé en 1925 par Pierre Lucas.
Il possède deux adresses : 8 rue Alfred-de-Vigny et 1 bis rue Jean-Mermoz.

## Description
Cet établissement est dirigé[Quand ?] par madame Levéchin-Gangloff, ancienne professeure au Conservatoire national supérieur de musique de Paris, et la grande majorité des enseignants est diplômée des plus grandes académies supérieures de musique telles que Vienne, Varsovie, Moscou ou Saint-Pétersbourg.
Le conservatoire délivre des diplômes qui ont pour but de définir des niveaux correspondant à ceux des conservatoire d'État.

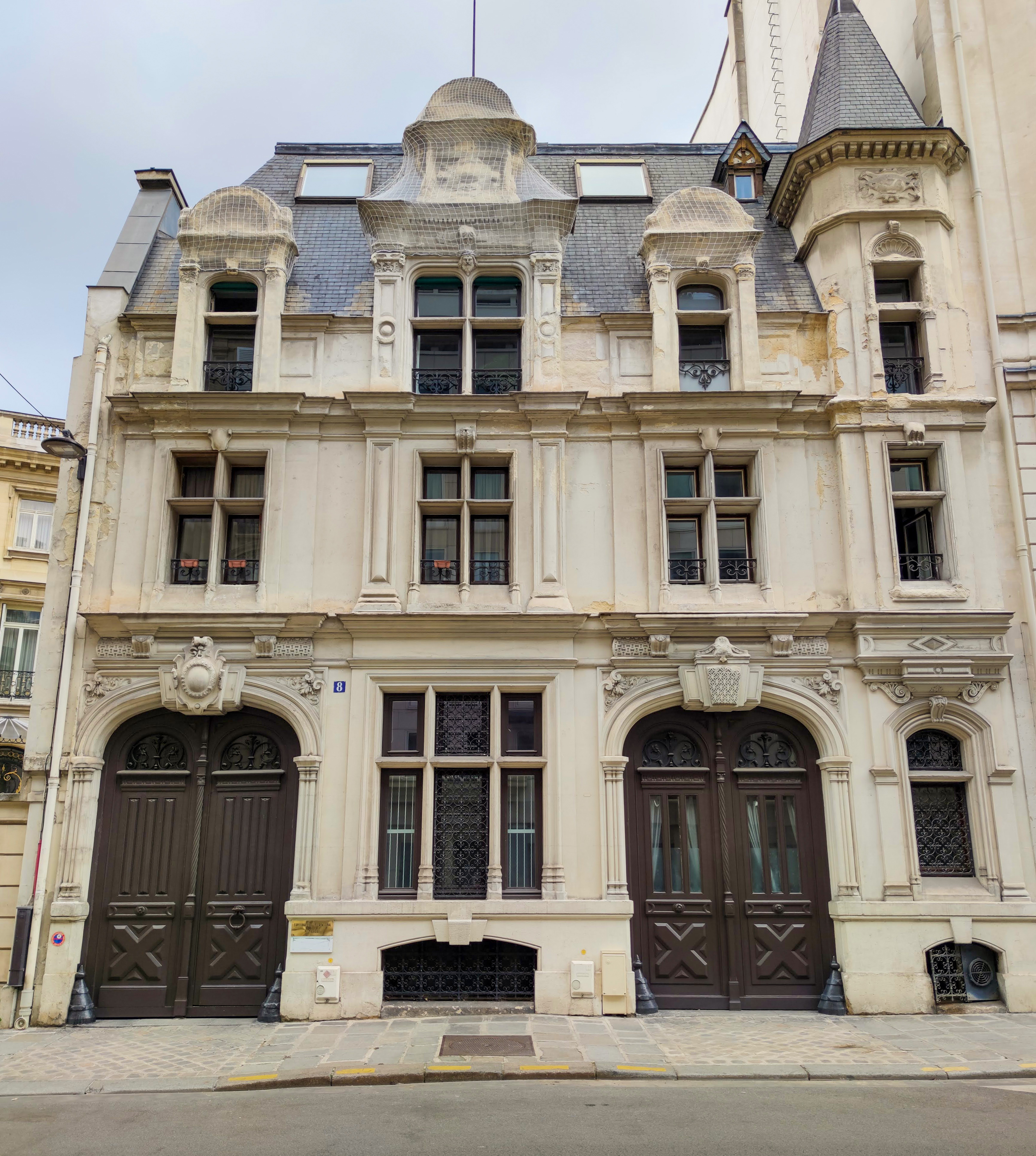
No 8 rue Alfred-de-Vigny, Paris : Conservatoire international de musique, dû à l'architecte Henri Parent.

L'édifice a été conçu par l'architecte Henri Parent. 

## Enseignement
La vocation du conservatoire est d'accueillir des élèves sans limite d'âge, quel que soit leur niveau et leur nationalité.
L'école dispense des cours de musique classique, mais également de jazz et de danse classique.

### Liste des cours
- Solfège
- Instrument (dont clavecin)
- Composition et arrangement (Classique, jazz et variété)
- Comédie musicale
- Variété
- Piano jazz
- Analyse musicale
- Histoire de la musique
- Musique contemporaine

### Enseignement non musical
- Danse classique